# Junkers A 20
Lo Junkers A 20 (denominazione aziendale J 20) era un monomotore multiruolo civile ad ala bassa sviluppato dall'azienda tedesca Junkers Flugzeugwerk AG negli anni venti e prodotto, oltre che dalla stessa, nella filiale sovietica Junkers di Fili, e su licenza in Svezia, dalla AB Flygindustri Limhamn (Malmö) ed in Turchia, dalla Turkische Flugzeug- und Motoren AG (TOMTAS).
Di costruzione interamente metallica, era caratterizzato dalla singolare superficie in metallo ondulato tipico della produzione Junkers e venne utilizzato sia in ambito civile, come aereo postale e da addestramento, che in ambito militare.

## Utilizzatori
(lista parziale)

### Civili
Austria
- Österreichische Luftverkehrs (ÖLAG)

 Germania
- Fluggesellschaft Junkers Luftverkehr

### Militari
Cile
- Fuerza Aérea de Chile

 Iran
- Nirou Havai Shahanshahiye Iran[1]

### Governativi
Germania
- Deutsche Verkehrsfliegerschule (DVS)

### Pubblicazioni
- (EN) Peter M. Grosz, Gerard Terry, The Way to the World's First All-Metal Fighter, in Air Enthusiast, N. 25, agosto - novembre 1984, ISSN 0143-5450 (WC · ACNP).